# Plac Marcina Lutra w Bielsku-Białej
Plac Marcina Lutra – plac w śródmieściu Bielska-Białej, na pograniczu historycznego Dolnego i Górnego Przedmieścia, centralny punkt kwartału ewangelickiego znanego jako Bielski Syjon.

## Lokalizacja i układ
Plac ma bardzo nieregularny kształt, w związku z czym trudne do określenia są jego dokładne wymiary. Zgodnie z numeracją budynków i oznaczeniami na mapach pojęcie „plac Marcina Lutra” odnosi się do rozległej przestrzeni ograniczonej na północy ulicą Frycza-Modrzewskiego, na południu ulicami Orkana i Waryńskiego, na wschodzie sięgającej posesji przypisanych do ulicy Nad Niprem lub Słowackiego, a na zachodzie posesji przypisanych do ulicy Listopadowej.
Przez środek placu przebiega granica obrębów ewidencyjnych Górne Przedmieście i Dolne Przedmieście 57 (kopiująca historyczny podział na dzielnice). Z kolei pod względem jednostek pomocniczych gminy w całości znajduje się on w ramach osiedla Górne Przedmieście, w bezpośredniej bliskości granicy z osiedlem Śródmieście Bielsko. 
Centralną część placu stanowią dwa zieleńce sąsiadujące z kościołem Zbawiciela – po stronie południowej z pomnikiem Marcina Lutra oraz po stronie zachodniej z tzw. Studnią Pastorów. Jako element placu klasyfikowany jest zajmowana przez parking po południowej stronie budynku nr 3 mieszczącego m.in. wydawnictwo Augustana oraz jezdnie dojazdowe i przejazdowe.

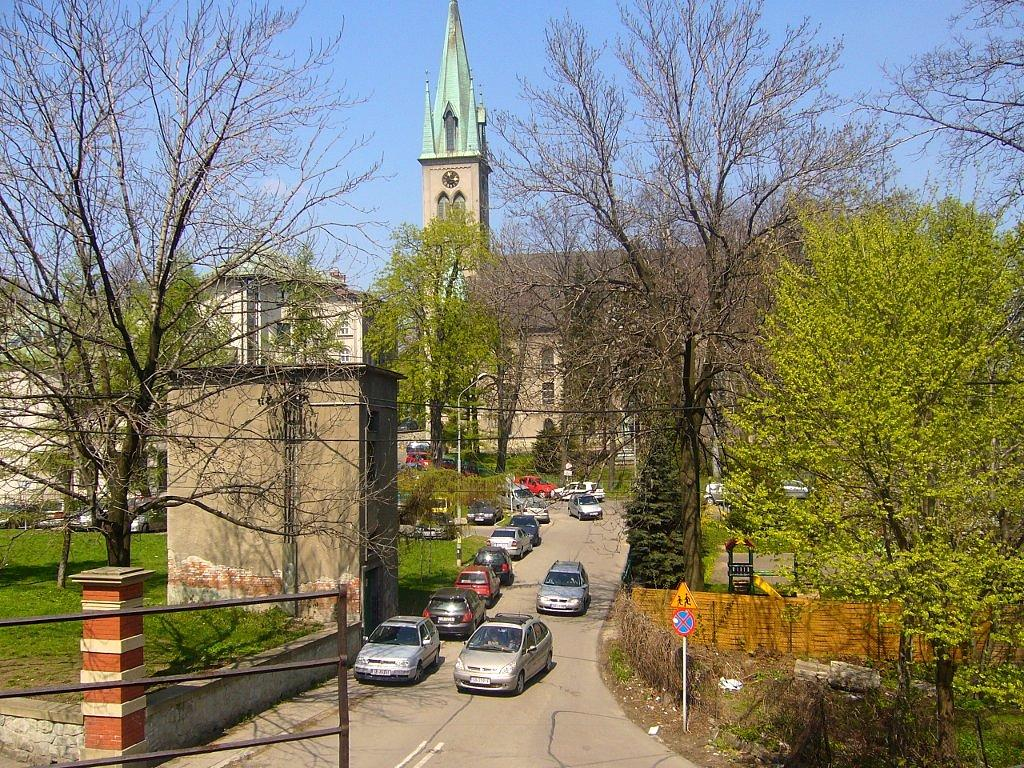
Widok z ulicy Krętej
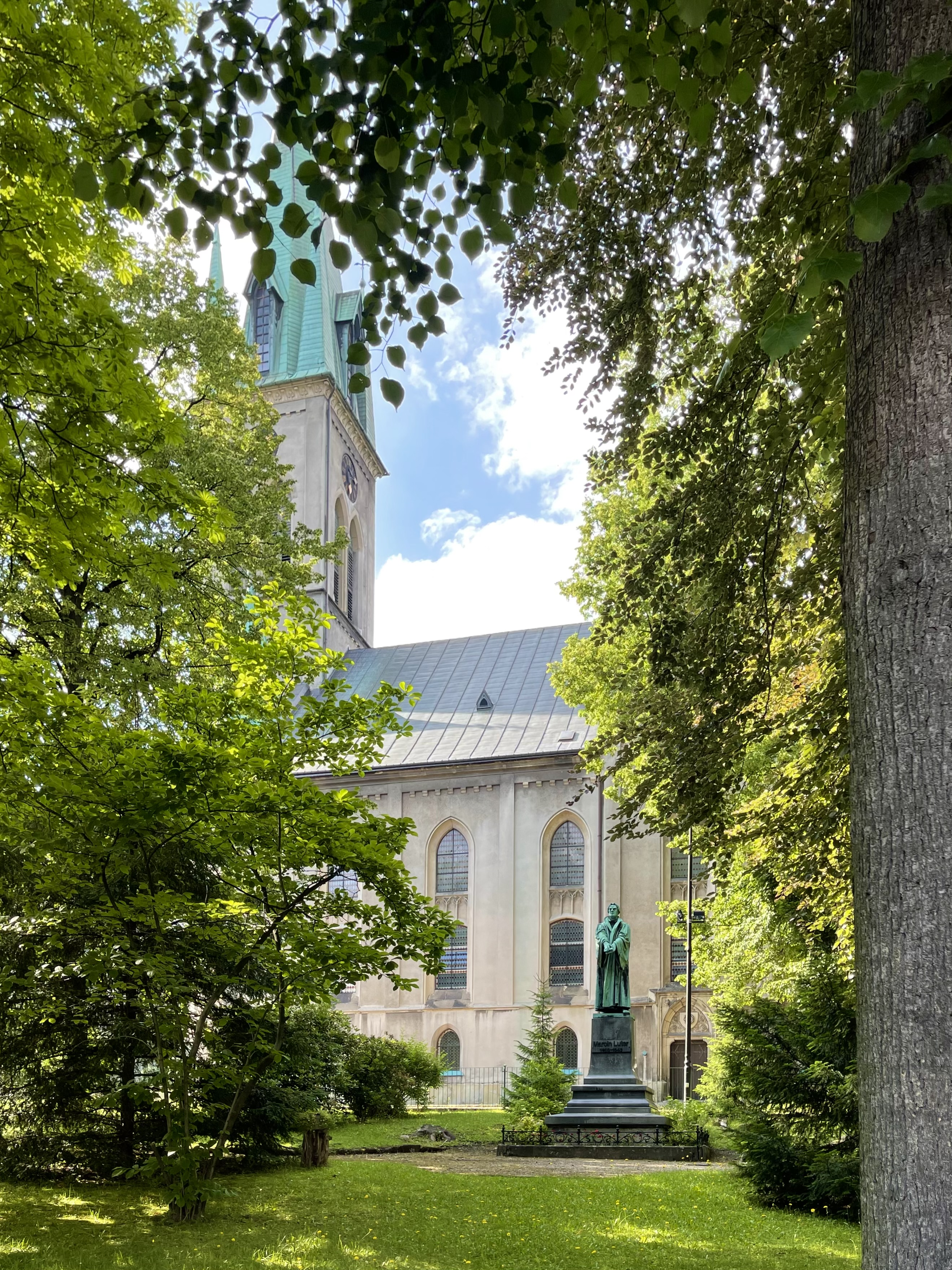
Zieleniec z pomnikiem Marcina Lutra
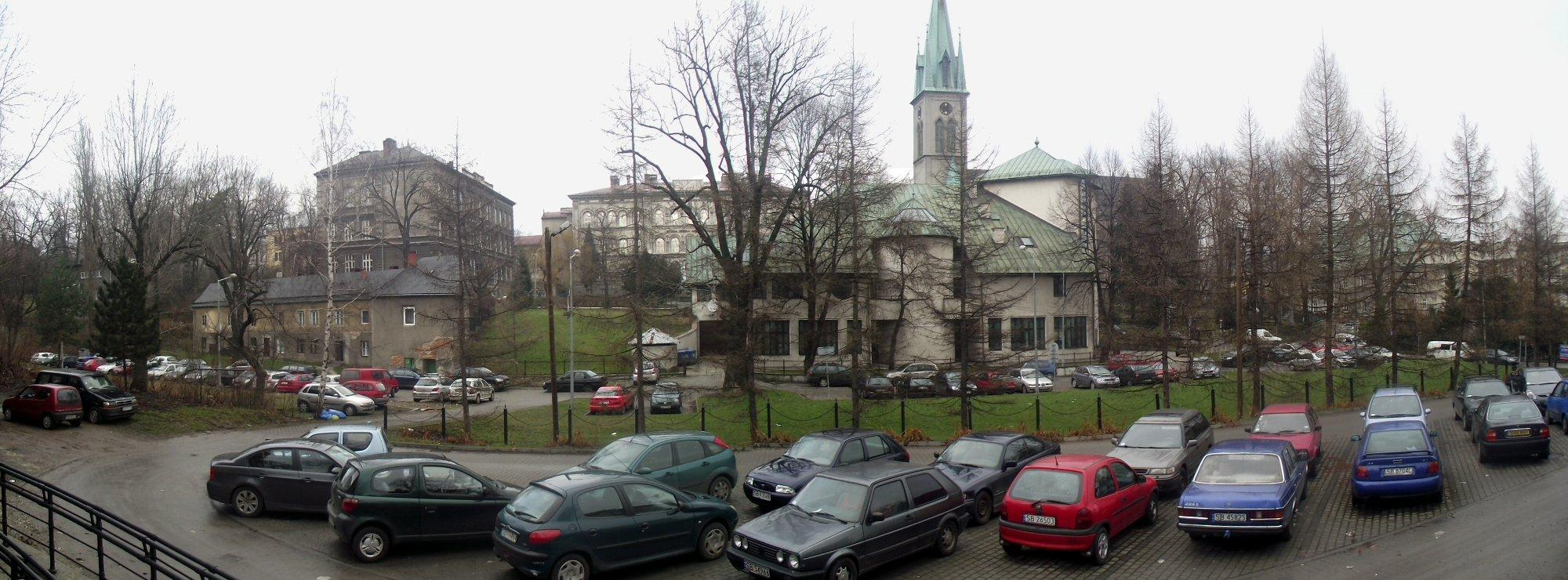
Parking w części południowej

## Historia

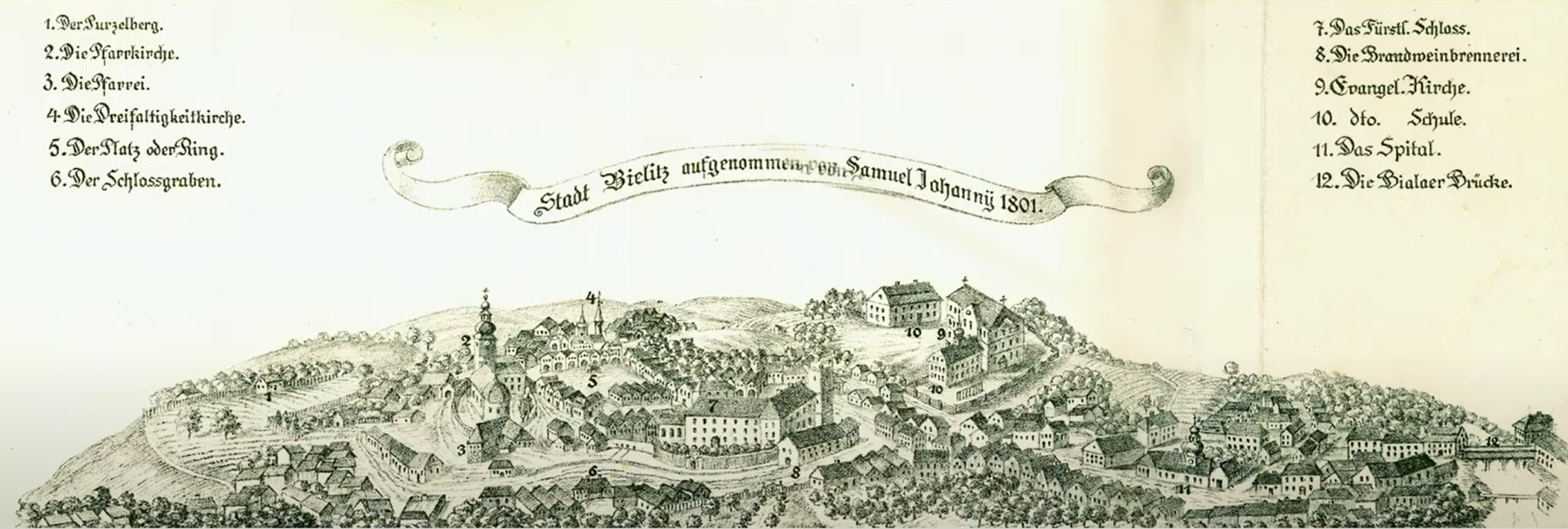
Drzeworyt przedstawiający widok Bielska w 1801: numerem 9 oznaczony kościół, a numerem 10 stara i nowa szkoła ewangelicka

Historia placu jest w praktyce historią Bielskiego Syjonu – bielskiej dzielnicy ewangelickiej. Jej początki są związane przez cesarza Józefa II w dniu 13 października 1781 patentu tolerancyjnego, na mocy którego m.in. przyznano luteranom swobodę praktykowania religii i umożliwiono budowę świątyń w miejscach, gdzie mieszkało co najmniej sto rodzin takiego wyznania. 19 marca 1782 odbyło się pierwsze nabożeństwo, podczas którego superintendent morawsko-śląsko-galicyjski Jan Traugott Bartelmus użył określenia „bielski Syjon”, które na stałe przylgnęło potem jako określenie części miasta położonej dokładnie na pograniczu Dolnego i Górnego Przedmieścia, w której skupiły się budynki związane z działalnością gminy. Jako pierwszy powstał w latach 1782–1783 budynek szkoły. W 1787 przystąpiono do budowy murowanego kościoła, który po ukończeniu trzy lata później zastąpił prowizoryczną drewnianą konstrukcję. W latach 1792–1794 powstała drugi budynek szkolny, tzw. nowa szkoła. Budynki te zostały zniszczone w wielkim pożarze miasta w 1808, ale wkrótce odbudowane.

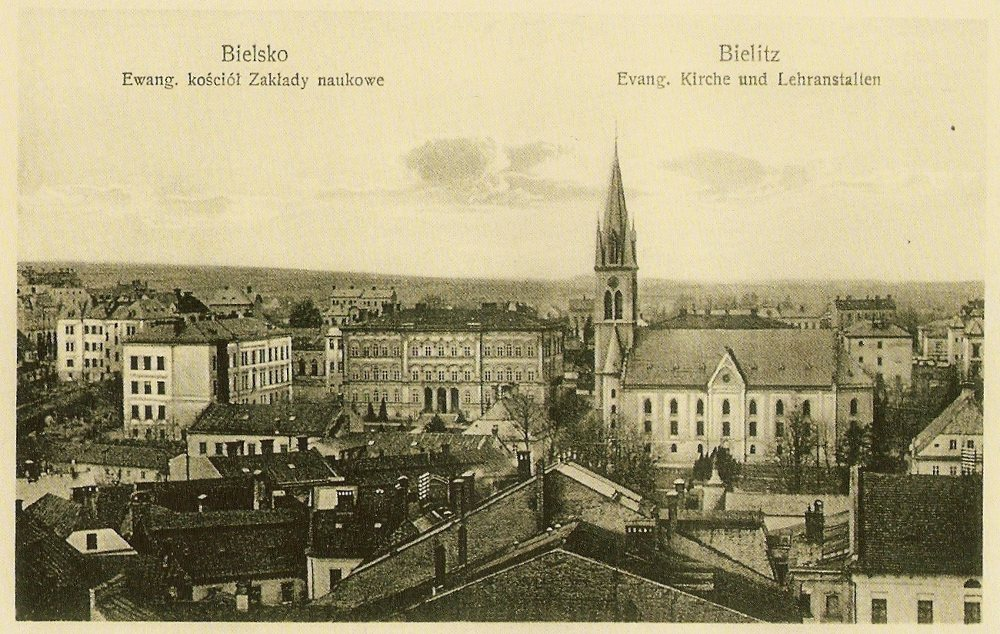
Widok placu z kościoła św. Mikołaja na pocztówce z 1928

Dalsza rozbudowa Bielskiego Syjonu nastąpiła w drugiej połowie XIX wieku. Po tym, jak w 1849 jeszcze bardziej poszerzono prawa ewangelików i zezwolono im na wznoszenie świątyń bez żadnych ograniczeń (wcześniej nie mogły swoją formą przypominać katolickich), dobudowano do kościoła neogotycką wieżę od strony zachodniej. Kolejne duża przebudowy świątyni, również w duchu neogotyckim, miały miejsce w 1881 (autorem projektu był w tym przypadku sławny wiedeński architekt Heinrich von Ferstel) oraz w latach 1895–1896 dodatkowo podwyższono wieżę. Kompleks szkolny został uzupełniony w latach 1863–1866 o gmach Ewangelickiego Seminarium Nauczycielskiego, które – otwarte w grudniu 1867 – było pierwszą i przez kilkanaście lat jedyną tego typu placówką w państwie austriackim, a w 1897 o budynek żeńskiej szkoły ludowej i średniej (w 1906 nadbudowany i mieszczący odtąd również żeńskie seminarium nauczycielskie).

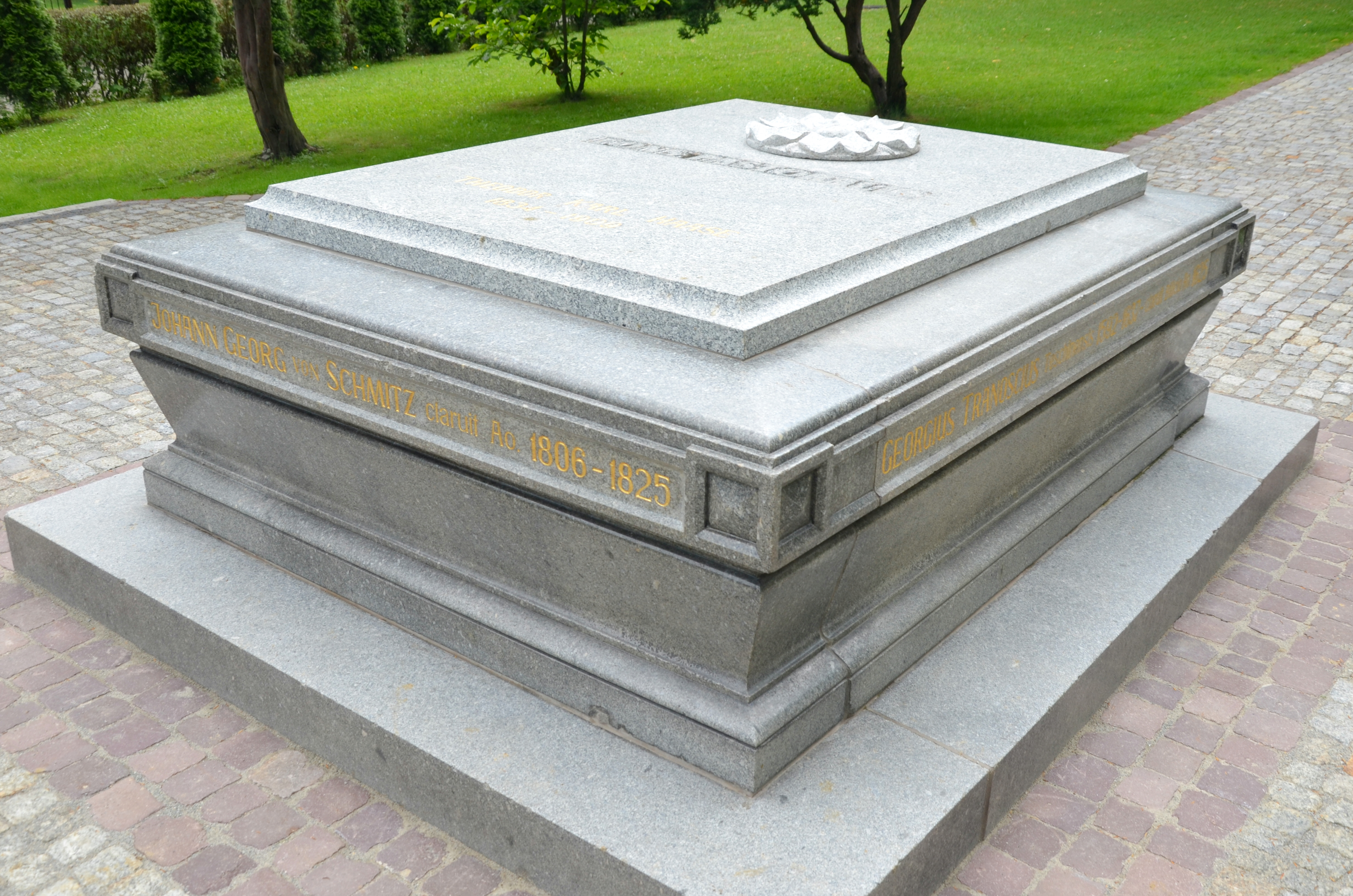
Studnia Pastorów

8 września 1900 uroczyście odsłonięto na Bielskim Syjonie pomnik Marcina Lutra autorstwa Franza Vogla. Był to jeden z dwóch pomników reformatora w całej monarchii austro-węgierskiej (obok czeskiego miasta Aš), a po włączeniu Bielska w skład państwa polskiego po I wojnie światowej stał się i pozostaje jedynym w Polsce. Drugim monumentem, jaki pojawił się w tej przestrzeni, był Pomnik Wdzięczności i Miłości – fragment grobowca pastora Georga Nowaka z 1818 przeniesiony na plac koło kościoła w 1916. W 1934 z inicjatywy Richarda Ernsta Wagnera ustawiono między kościołem a budynkami szkolnymi tzw. Studnię Pastorów – pomnik upamiętniający początkowo Theodora Haasego, a następnie uzupełniony o napisy przypominające innych zasłużonych pastorów bielskich – Jerzego Trzanowskiego, Lukasa Wenceliusa, Johanna Georga Schmitza i Karla Samuela Schneidera.

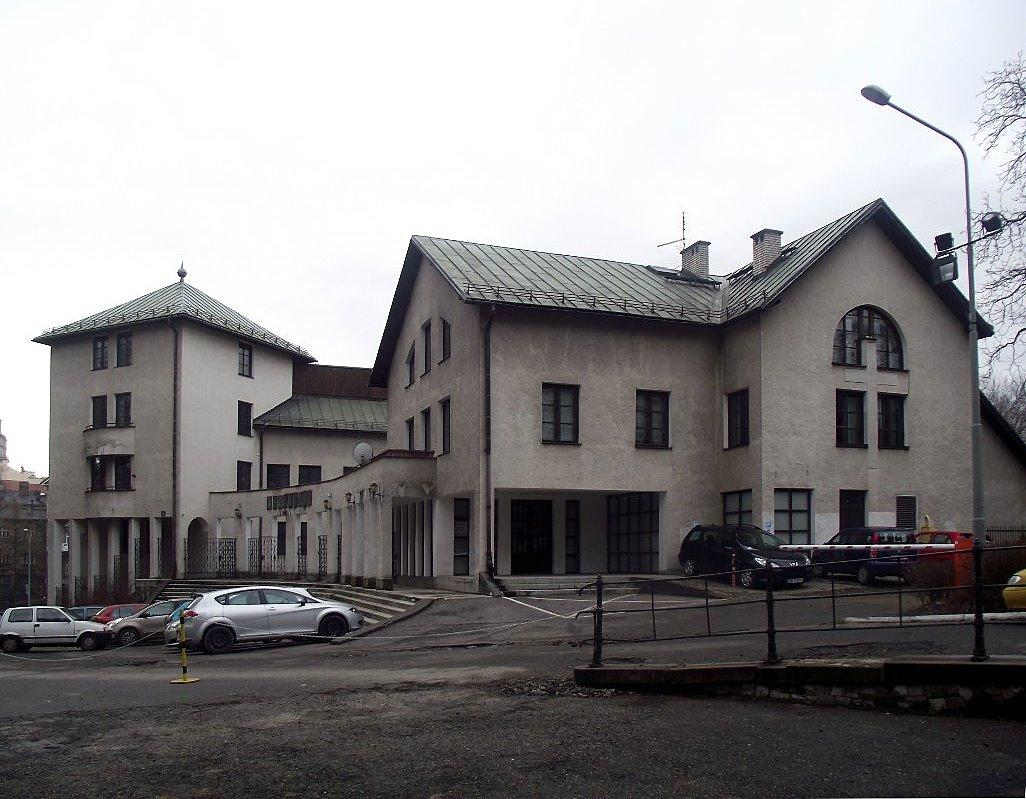
Budynek przy placu Lutra 3 – Augustana i siedziba diecezji

Najbardziej wyrazistą zmianą urbanistyczną w drugiej połowie XX wieku była rozbiórka w 1987 tzw. starej szkoły, której historia sięgała samych początków Bielskiego Syjonu. W jej miejscu wzniesiono postmodernistyczny budynek, w którym od 1992 mieści się Wydawnictwo Augustana. Pod tym samym adresem (plac Lutra 3) znajduje się siedziba diecezji cieszyńskiej Kościoła Ewangelicko-Augsburskiego w RP. XIX-wieczne gmachy szkolne służą współcześnie Towarzystwu Szkolnemu im. Mikołaja Reja związanemu ze społecznością ewangelicką – mieszczą się w nich prowadzone przez nie: Szkoła Podstawowa nr 2 oraz Wyższa Szkoła Administracji w Bielsku-Białej. Tzw. nowa szkoła to plebania (pastorówka) parafii ewangelickiej Bielsko (jednej z trzech w mieście – obok Białej i Starego Bielska), gdzie mieści się również bielski oddział Polskiego Towarzystwa Ewangelickiego
W czasach austro-węgierskich plac nosił nazwę Kirchplatz, co po przyłączeniu miasta do Polski przetłumaczono dosłownie jako plac Kościelny. W okresie PRL funkcjonowała nazwa plac księdza Piotra Ściegiennego, określenie „Kościelny” po połączeniu Bielska i Białej zachował dzisiejszy plac Opatrzności Bożej w Białej. Imię protestanckiego reformatora Marcina Lutra, korespondujące ściśle z charakterystyką miejsca, nadano placowi w 1990.

## Zabudowa i pomniki
- Kościół Zbawiciela (1787–1790, przebudowywany 1849–1852, 1881, 1895–1896)
- Pomnik Marcina Lutra (1900)
- Studnia Pastorów – pomnik z 1934 upamiętniający zasłużonych pastorów bielskich: Jerzego Trzanowskiego, Lukasa Wenceliusa, Johanna Georga Schmitza, Karla Samuela Schneidera i Theodora Haasego
- Pomnik Wdzięczności i Miłości – fragment grobowca pastora Georga Nowaka z 1818 przeniesiony na plac koło kościoła w 1916
- Pastorówka – dawna „nowa szkoła” (1792–1794), plebania parafii ewangelickiej Bielsko [plac Lutra 12]
- Dawne Ewangelickie Seminarium Nauczycielskie (1863–1866, proj. Emanuel Rost sen.), obecnie siedziba główna Wyższej Szkoły Administracji, część pomieszczeń zajmuje również Szkoła Podstawowa nr 2 [plac Lutra 9]
- Dawna żeńska szkoła ludowa i średnia (1897, proj. Moritz Thien; rozbudowa 1906), obecnie Szkoła Podstawowa nr 2 [plac Lutra 7]
- Budynek przy placu Lutra 3 (1987–1992), siedziba Wydawnictwa Augustana i zarządu diecezji cieszyńskiej

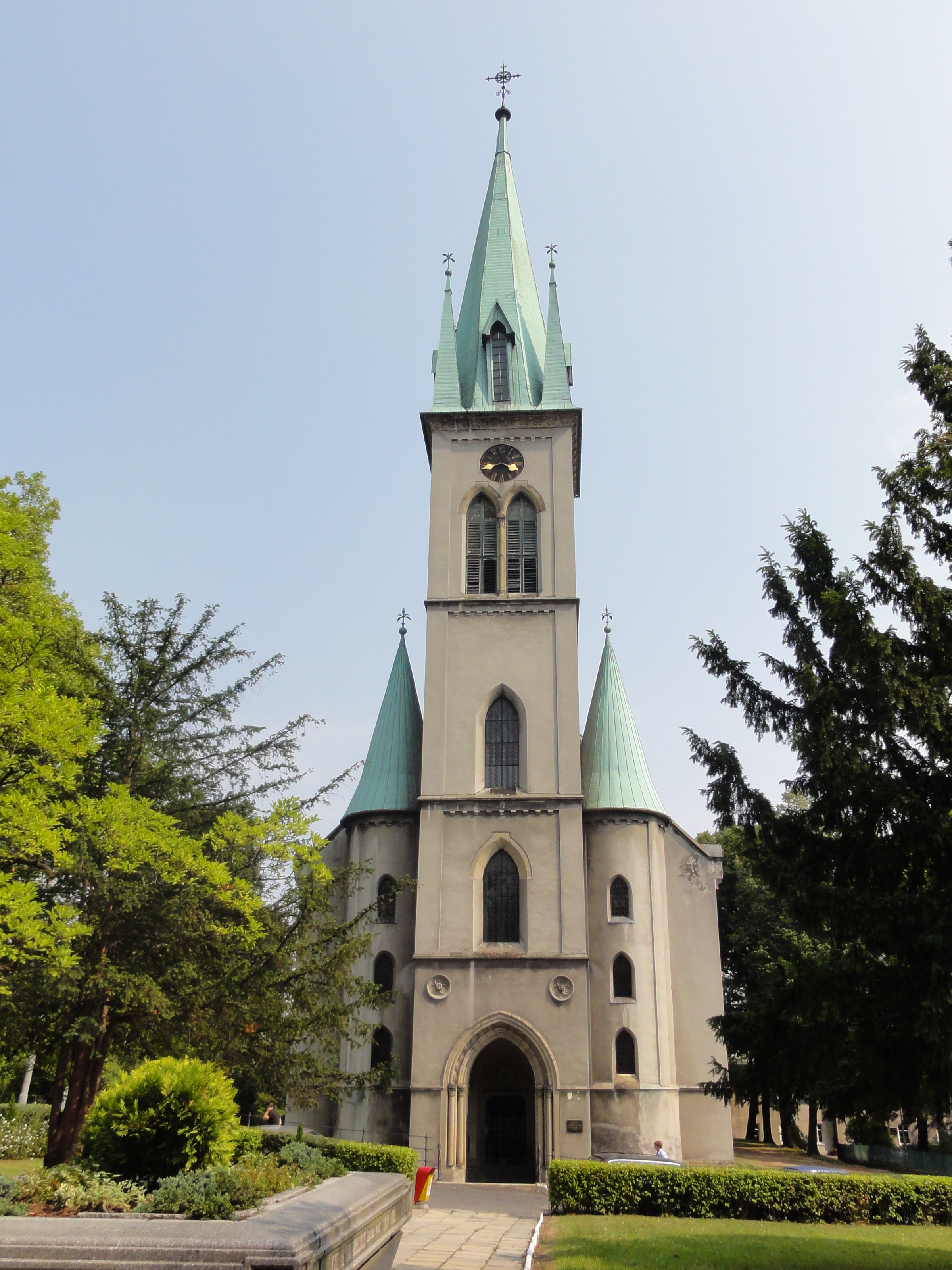
Kościół Zbawiciela
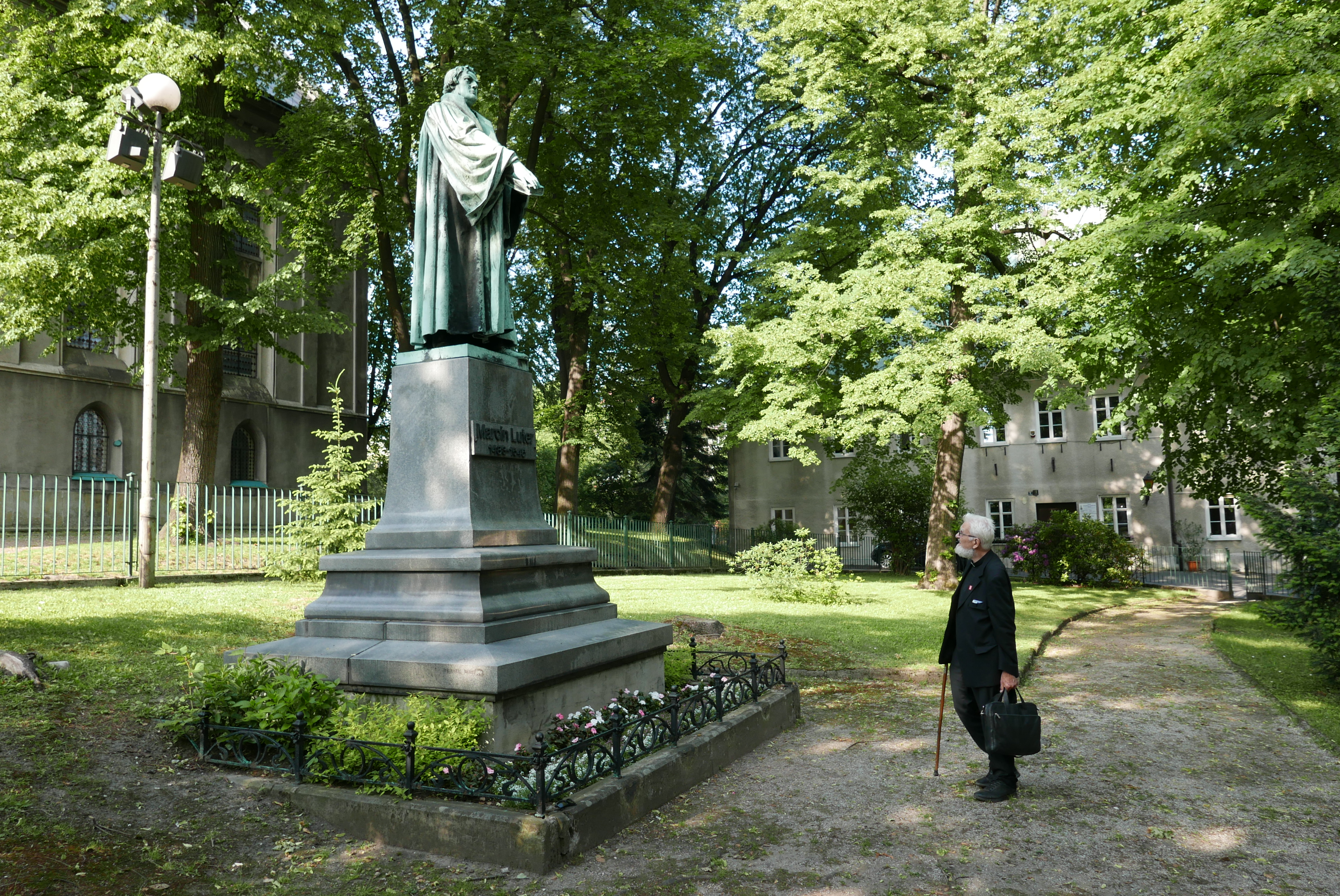
Pomnik Marcina Lutra
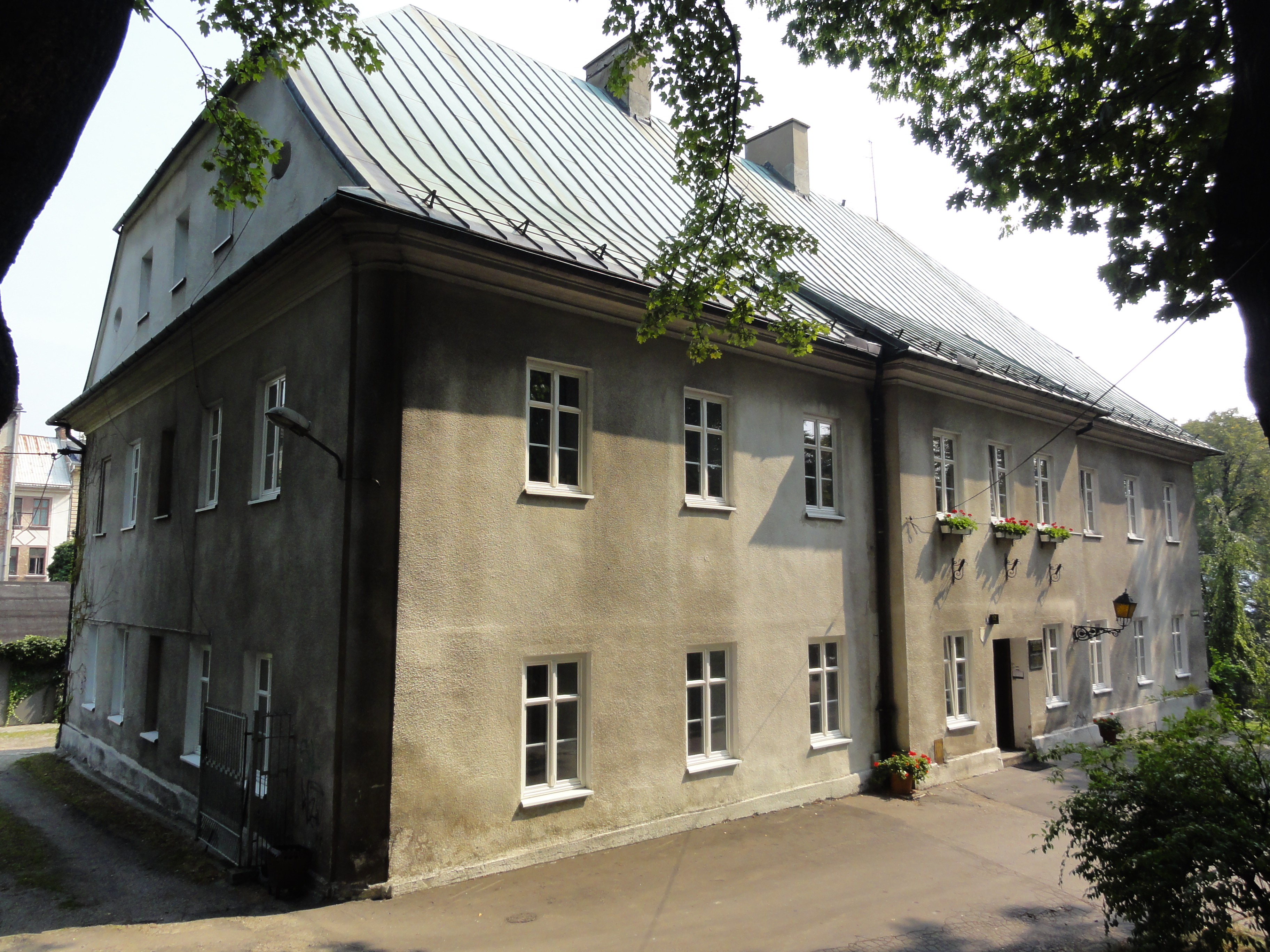
Pastorówka
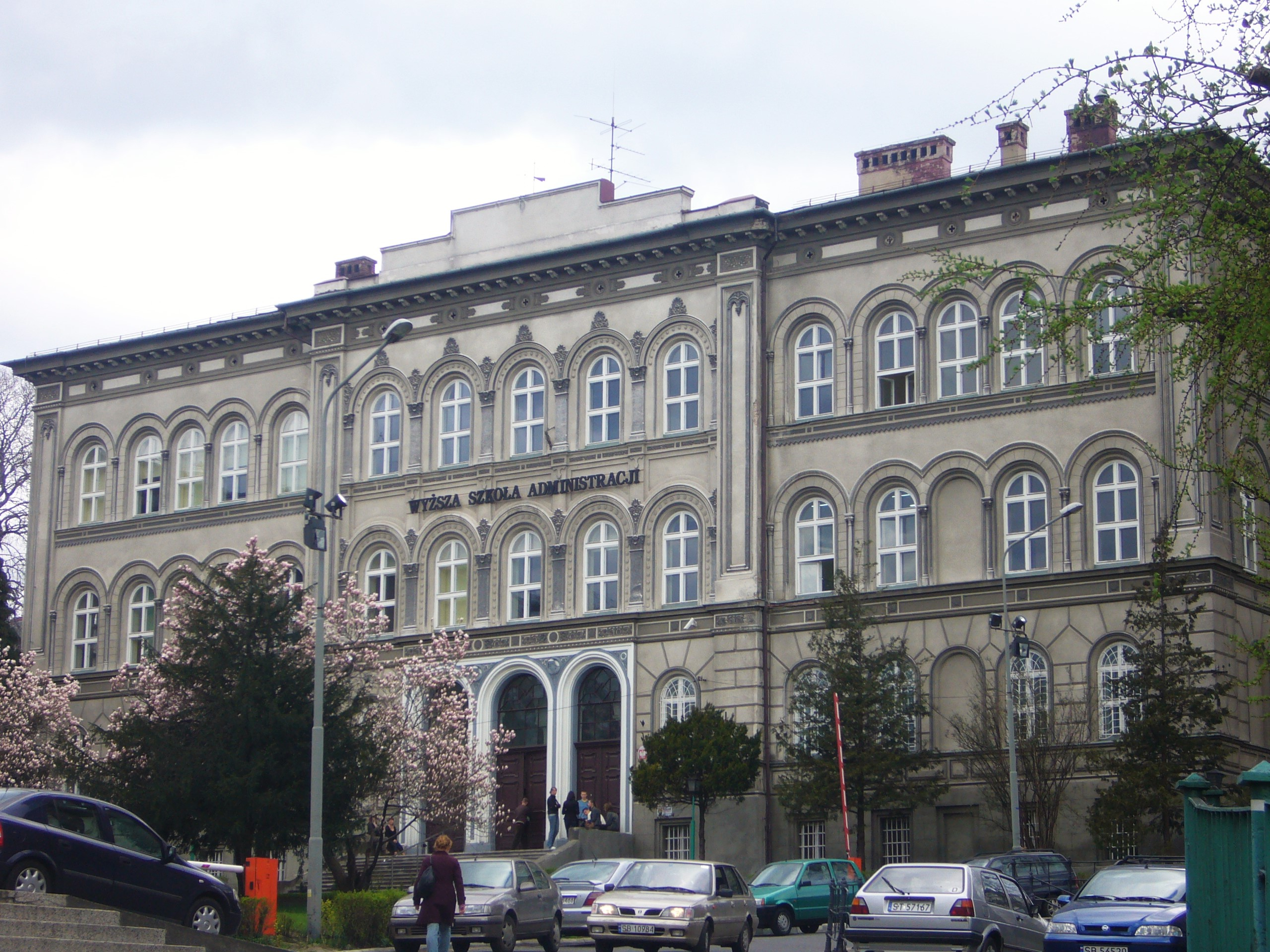
Dawne seminarium nauczycielskie – Wyższa Szkoła Administracji
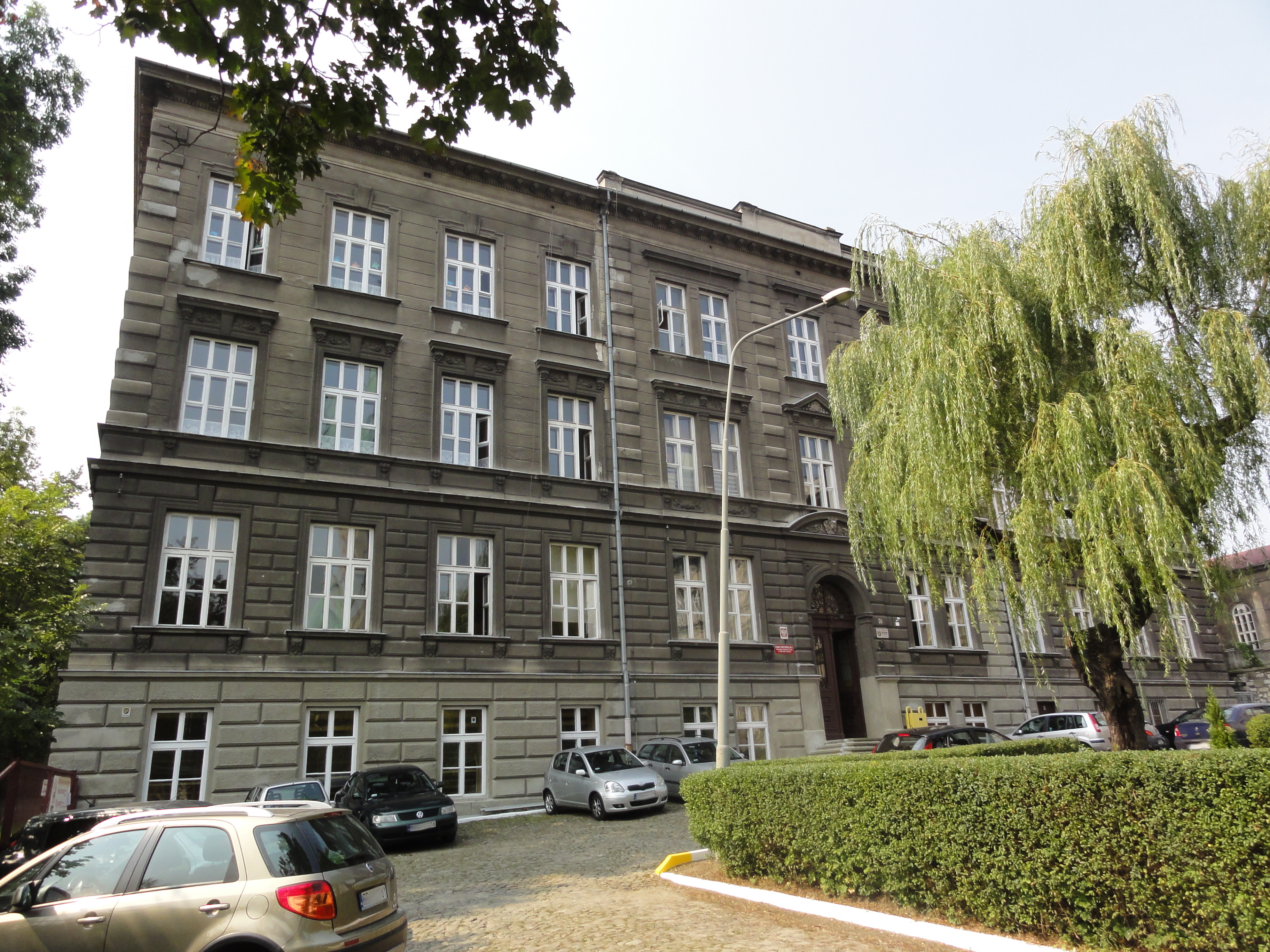
Dawna szkoła żeńska – Szkoła Podstawowa nr 2